# Comuna Rohaciîn, Berejanî
Rohaciîn (în ucraineană Рогачин) este o comună în raionul Berejanî, regiunea Ternopil, Ucraina, formată din satele Rohaciîn (reședința) și Volîțea.

## Demografie
Componența lingvistică a comunei Rohaciîn
     Ucraineană (99,93%)
Conform recensământului din 2001, majoritatea populației comunei Rohaciîn era vorbitoare de ucraineană (99,93%), existând în minoritate și vorbitori de alte limbi.